# Cmentarz św. Barbary we Wrocławiu – przykościelny
Cmentarz św. Barbary we Wrocławiu (przykościelny), niem. St. Barbara Kirchhof – najstarszy spośród trzech cmentarzy św. Barbary we Wrocławiu, którego główne pole grzebalne położone było na północ (według Encyklopedii Wrocławia na zachód) od dawnego kościoła św. Barbary. Powstał prawdopodobnie wkrótce po wybudowaniu w tym miejscu pierwszej świątyni (kaplicy cmentarnej), czyli w drugiej połowie XIII wieku.

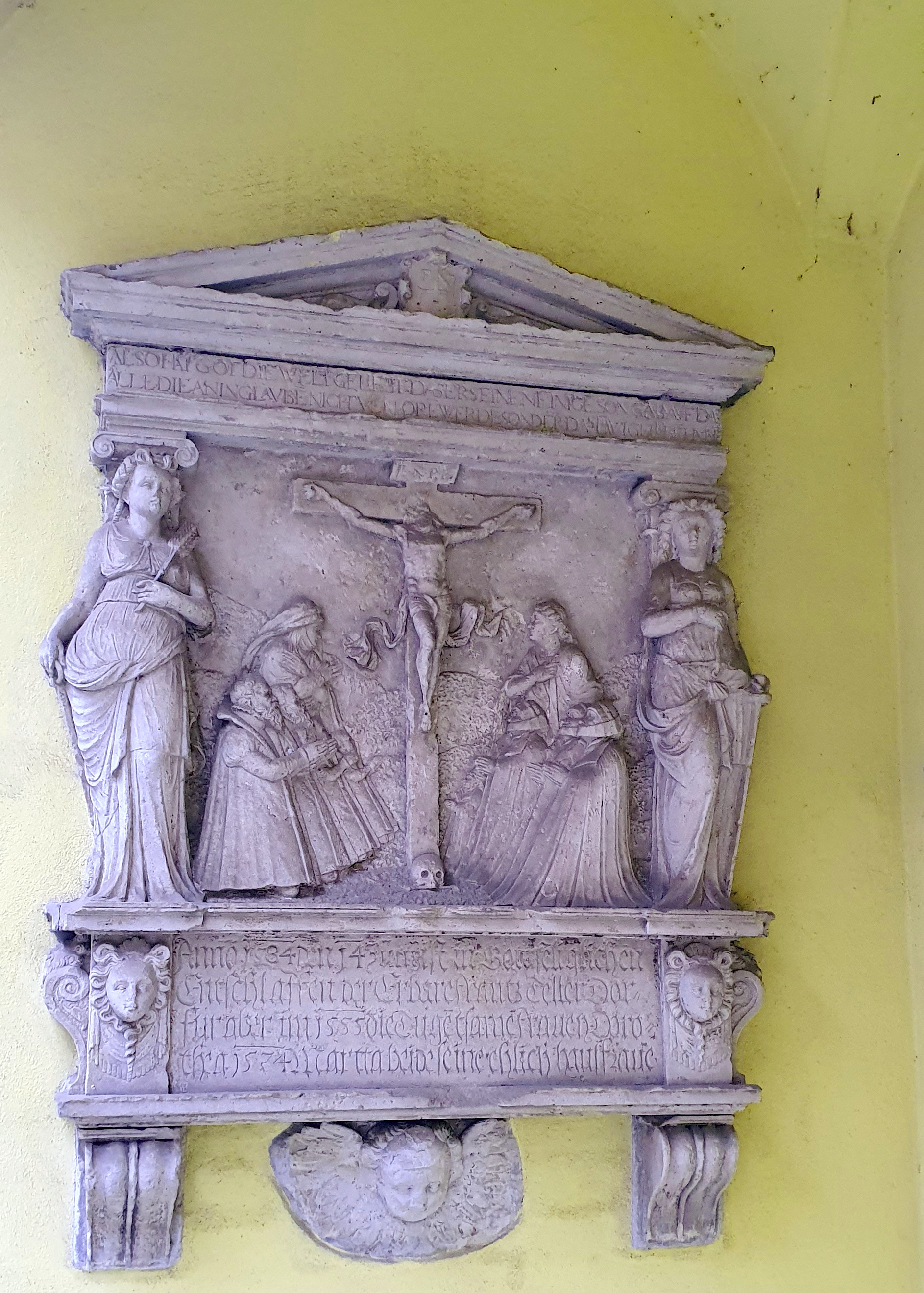
Epitafium Jacoba Gerhardta Korna
z 1575 rokuKorn

Początkowo cmentarz, jako filialny dla parafii przy kościele św. Elżbiety, służył jako miejsce pochówku uboższych parafian (ci zamożniejsi grzebani byli w pobliżu kościoła parafialnego), później zaś także rzemieślników. W źródłach pisanych został wspomniany po raz pierwszy przez Petera Eschenloera, wrocławskiego kronikarza, który zapisał, że pochowano na nim ofiary oblężenia miasta przez wojska króla czeskiego Władysława II Jagiellończyka w roku 1474.
Inicjator stworzenia dobroczynnego Bractwa Pogrzebowego św. Barbary (w celu m.in. zebrania środków dla zapewnienia godnych pochówków parafian na tym cmentarzu), żyjący jako mieszczanin, ograniczony umysłowo Piastowic Wacław z książąt żagańskich, który w swoim testamencie przeznaczył część swojego majątku na fundację wspierającą kościół św. Barbary, chciał po śmierci być pogrzebany inter plebejos in cimiterio („na cmentarzu wśród ludu”), lecz ostatecznie został pochowany po śmierci 29 kwietnia 1488 w i tak upokarzającym, południowym przedsionku tego kościoła.
Cmentarz był powiększany kilkakrotnie: pierwszy raz przed rokiem 1500, później jeszcze w 1622 i w 1632. Wraz z przejęciem przez protestantów parafii katolickich (pierwszą z nich, 6 kwietnia 1525 roku, była parafia św. Elżbiety), także i na cmentarz św. Barbary zaczęli trafiać ewangelicy, w tym również bardziej dla miasta zasłużeni i bardziej majętni. Na przykościelnym cmentarzu św. Barbary chowano do końca XVIII wieku m.in. rajców miejskich, rzemieślników (m.in. z cechu białoskórników) i członków rodów mieszczańskich, a także szlacheckich, a pod koniec funkcjonowania cmentarza – również osoby zmarłe w znajdującym się w sąsiedztwie Allerheiligen Hospital (Szpitalu Wszystkich Świętych). Cmentarz istniał do początków XIX stulecia, a jego teren znalazł się później na obszarze zajmowanym przez rozbudowujący się Szpital Wszystkich Świętych.